# 型男飛行日誌 (電影)
是一部於2009年上映的美國喜劇電影，為傑森·瑞特曼執導，而瑞特曼同時也與謝爾登·特納共同擔任編劇，電影根據沃爾特·基恩於2001年所著的同名小說改編。劇情圍繞在負責為企業裁員的萊恩·賓漢（喬治·克隆尼 飾演）和他的旅行。此外，薇拉·法蜜嘉、安娜·坎卓克與丹尼·麥布萊也在電影中擔任主演。拍攝多半於密蘇里州的聖路易進行，該地點取代了一些城市。劇組也在底特律、奧馬哈、拉斯維加斯及邁阿密為幾個場景進行攝影。
瑞特曼曾在個人公開活動和一些電影節上宣傳《型男飛行日誌》，宣傳活動自2009年9月5日於特柳賴德電影節上開始。洛杉磯的首映禮於11月30日在福克斯劇院舉行。派拉蒙電影計畫於12月4日在北美有限上映，12月11日廣泛發行，12月23日於全球其他地區上映。
國家評論協會和華盛頓特區影評人協會封《型男飛行日誌》為2009年最佳影片。該片拿下廣播影評人協會的8項提名，並入圍第67屆金球獎的6個獎項，最終抱回最佳電影劇本獎。《型男飛行日誌》於第16屆美國演員工會獎奪下3項提名。而在第82屆奧斯卡金像獎上，電影入圍6個獎項，但無一獲獎。該片還獲得眾多影評協會的肯定。

## 劇情
萊恩·賓漢是任職於人力資源諮詢公司的顧問，他的工作內容是替企業進行員工終止就業的服務，必須走遍全國，代表雇主與被選定裁員的員工溝通，進行公司裁員。萊恩受邀登台發表勵志演說，以「你的背包裡有什麼」的比喻，主張擺脫繁重的人際關係和物質財富的生活。由於經常搭乘飛機走訪四處的緣故，他希望能在美國航空累積一千萬飛行常客獎勵計劃的里程數。旅程期間，萊恩邂逅了經常乘坐飛機的女性專業人士艾莉克斯，兩人發展成偶然約會關係，在各自的行程安排允許的情況下，在各個城市聚會。
隨著萊恩被公司招回內布拉斯加州奧馬哈的辦公處，公司裡年輕且富進取心的新進職員娜塔莉·肯納提出提倡通過視訊會議進行裁員來削減成本的方案。面對後者的提議，萊恩擔心這項新系統不僅在處理人的問題方面過於冷漠，還認為娜塔莉對解僱過程和如何應對情緒脆弱的對象欠缺理解，萊恩的老闆克雷格安排娜塔莉在萊恩次回進行解雇諮詢的工作時，在旁觀察這個過程。
萊恩指導娜塔莉使用更小的行李，以便更有效地旅行和迅速通過機場安檢。娜塔莉在和萊恩遠行時對於萊恩的人生哲學（尤其是關於人際關係和愛情）提出質疑，但萊恩捍衛自己的生活方式。然而在娜塔莉因為收到男友提出分手的簡訊而情緒崩潰後，萊恩和艾莉克斯主動安慰了她。公司著手測試視訊會議進行裁員的措施，更驗證了萊恩的擔憂：當一名下崗人員在鏡頭前崩潰時，娜塔莉無法適當地安慰他，另一名員工威脅要自殺。
萊恩和娜塔莉在會談期間發生了爭執，娜塔莉斥責萊恩無法對艾莉克斯做出承諾，儘管他們顯然很相配；萊恩不但駁斥了娜塔莉的批評，還責備她缺乏同理心，從不欣賞周圍的環境。返家前，萊恩帶著艾莉克斯前往威斯康星州參加他妹妹茱莉的婚禮，與對他的缺席感到不滿的半疏遠的家人團聚。當新郎吉姆在儀式開始前變得退縮時，萊恩的姊姊卡拉請求萊恩協助調解這件事情，儘管與他的個人哲學背道而馳，但萊恩最終成功運用他的激勵技巧，說服吉姆繼續進行婚禮。
經歷這些事情後，萊恩開始對自己的生活方式、哲學和過往他對別人的指導產生質疑。他在拉斯維加斯參加一場著名的演講活動，卻在演講進行到一半時突然走下台，衝動地飛往芝加哥見艾莉克斯。然而萊恩剛到達艾莉克斯的住家前門、和她見面沒多久，才驚訝地發現她已有家室，便匆促離去。後來艾莉克斯致電指責萊恩差點毀了她的婚姻，表明她的家庭才是她的真實生活；而他只是一種逃避真實生活的去處。
萊恩登上返家的航班，機組人員宣布他剛剛越過一千萬英里大關。美國航空公司的首席飛行員親自上機祝賀萊恩，稱他是所有完成這項紀錄的人群裡最年輕的人。當被問及他來自哪裡時，萊恩才意識到他沒有真正的家，只是簡單地說，「在這裡」。返回奧馬哈的萊恩選擇將將一百萬飛行常客里程轉移給新婚的茱莉和吉姆，以便他們度蜜月。萊恩從克雷格的轉述中，得知先前威脅要尋短的被裁員員工已經走上絕路。獲知此事的娜塔莉感到不安與自責，已通過簡訊辭職。遠程裁員計劃已提交，萊恩則被送回路上。
娜塔莉後來在同一家舊金山公司進行面試，她先前拒絕了一個職位，跟隨她現在的前男友去了奧馬哈。面試官對她的資歷和萊恩熱情洋溢的書面推薦留下深刻印象，聘用了她。故事的最後，萊恩站在機場的巨大目的地指示板前，他抬起頭來，放下手中的行李。

## 角色
- 喬治·克隆尼 飾演 萊恩·賓漢（英語：Ryan Bingham）
- 安娜·坎卓克 飾演 娜塔莉·肯納（英語：Natalie Keener）
- 薇拉·法蜜嘉 飾演 艾莉克斯·葛蘭（英語：Alex Goran）
- 傑森·貝特曼 飾演 克雷格·格雷戈里（英語：Craig Gregory）
- 艾美·莫爾頓（英语：Amy Morton） 飾演 卡拉·賓漢（英語：Kara Bingham）
- 梅兰妮·林斯 飾演 茱莉·賓漢（英語：Julie Bingham）
- 丹尼·麥布萊 飾演 吉姆·米勒（英語：Jim Miller）
- 查克·葛里芬納奇 飾演 史蒂夫（英語：Steve）
- J·K·西蒙斯 飾演 鮑勃（英語：Bob）
- 山姆·埃利奧特 飾演 梅納德·芬奇（英語：Maynard Finch）
- 塔瑪拉·瓊斯（英语：Tamala Jones） 飾演 卡倫·巴恩斯（英語：Karen Barnes）
- 克里斯·勞威爾 飾演 凱文（英語：Kevin）

## 反響

### 評價
電影收穫了影評人的好評，克隆尼、坎卓克與法蜜嘉的表現獲得廣泛的讚譽。根據爛蕃茄上收集的269篇專業影評文章，其中244篇給出了「新鮮」的正面評價，「新鮮度」為91%，平均得分8.1分（滿分10分），而基於另一影評網站Metacritic上的36篇評論文章，其中32篇予以好評，無差評，4篇褒貶不一，平均分為83（滿分100）。

### 榮譽
《型男飛行日誌》榮獲各種獎項與提名，類別從認可電影本身、劇本、導演及剪輯，到3位主演——喬治·克隆尼、薇拉·法蜜嘉和安娜·坎卓克的表現。電影入圍6項奧斯卡金像獎的獎項，法蜜嘉及坎卓克也雙雙獲得最佳女配角的提名，然而電影最終未獲得任何獎項。在第63屆英國電影學院獎上，電影奪下5項提名，並從中抱回由瑞特曼與特納榮獲的最佳改編劇本獎。《型男飛行日誌》於第67屆金球獎上獲得5項提名，瑞特曼和特納榮獲最佳劇本獎。

## 外部連結
- 互联网电影数据库（IMDb）上《型男飛行日誌》的资料（英文）
- 爛番茄上《型男飛行日誌》的資料（英文）
- 豆瓣电影上《型男飛行日誌》的資料 （简体中文）
- Metacritic上《型男飛行日誌》的資料（英文）
- Box Office Mojo上《型男飛行日誌》的資料（英文）